# Quận Coosa, Alabama
Quận Coosa là một quận thuộc tiểu bang Alabama, Hoa Kỳ. Tên của nó bắt nguồn từ một thị trấn của bộ lạc Creek. Tính đến năm 2000 dân số là 12.202 người, nhưng kể từ đó dân số quận này giảm nhiều nhất trong các quận của tiểu bang Alabama. Quận lỵ đóng ở Rockford.
Coosa là một phần của khu vực tiểu đô thị thành phố Alexander.

## Địa lý

### Xa lộ chính
- U.S. Highway 231
- U.S. Highway 280
- Alabama State Route 9
- Alabama State Route 22

### Quận giáp ranh
- Quận Talladega (bắc)
- Quận Clay (đông bắc)
- Quận Tallapoosa (đông)
- Quận Elmore (nam)
- Quận Chilton (tây)
- Quận Shelby (tây bắc)